# Andres Tarand
Andres Tarand (Tallinn, 11 gennaio 1940) è un politico estone.
È stato Primo ministro dell'Estonia dal 1994 al 1995 ed Europarlamentare dal 2004 al 2009.

## Biografia
Laureato in Climatologia all'Università di Tartu nel 1963, ha proseguito gli studi fino a ottenere una seconda laurea in Geografia nel 1973. Ricercatore sempre presso il medesimo ateneo, dal 1979 al 1981 fu direttore di ricerca. Membro del consiglio direttivo dell'ateneo fino al 1996, fu anche direttore dei Giardini botanici di Tallinn dal 1988 al 1990.
Attivo nel campo dell'ambiente e dello sviluppo sostenibile (non solo in Estonia, ma anche nei Paesi nordici e baltici), si impegnò nell'Associazione geografica estone, nell'Istituto estone per lo sviluppo sostenibile, nell'Istituto ambientale di Stoccolma e nel Fondo estone per la natura.
È il padre di Indrek Tarand, anch'egli deputato europeo.

## La carriera politica
Membro del Riigikogu (il Parlamento estone) dal 1992 al 2004, ricoprì per due volte l'incarico di ministro dell'Ambiente (1992-1994 e 1994-1995), anche mentre ricopriva l'incarico di primo ministro.
Nelle Elezioni europee del 2004 è stato eletto nelle liste del Partito Socialdemocratico ed ha fatto parte del gruppo del Partito Socialista Europeo.